# マキシム・ルク
マキシム・ルク（Maxime Lucu、1993年1月12日 - ）は、トップ14、ユニオン・ボルドー・ベグルに所属するラグビー選手。

## プロフィール
- フランス・サン＝ジャン＝ド＝リュズ出身[1]。
- ポジションはスクラムハーフ(SH)、スタンドオフ(SO)。
- 身長 177cm、体重 79kg
- フランス代表キャップは18（2024年2月現在）でラグビーワールドカップ2023のフランス代表に選ばれた[2]。

## 略歴
2019年、ユニオン・ボルドー・ベグルに加入。